# Paradise Killer
Paradise Killer è un videogioco d'avventura sviluppato da Kaizen Game Works e pubblicato nel 2020 per Microsoft Windows e Nintendo Switch. Il gioco è stato successivamente distribuito per PlayStation 4, PlayStation 5, Xbox One e Xbox Series X/S.

## Modalità di gioco
Paradise Killer è una visual novel ambientata in un open world tridimensionale popolato da personaggi in 2D. L'obiettivo del gioco è cercare indizi ed interrogare potenziali testimoni o sospettati, raccogliendo note su moventi e alibi e collezionando cristalli che servono da valuta, per sostenere un processo in cui risolvere i misteri dell'isola.

## Sviluppo
Tra le influenze di Paradise Killer figurano le serie Ace Attorney e Danganronpa e le opere di H. P. Lovecraft e Franz Kafka. La colonna sonora è composta da Barry Topping, mescolando city pop e vaporwave.